# Хладно читање
Хладно читање (енгл. cold reading) је скуп техника помоћу којих се ствара илузија о стицању специфичних знања о одређеној теми користећи натприродна средства. Најчешће се користи за потребе врачара, видовњака, мађионичара, али и других успешних комуникатора. Реч је о комуникационој манипулативној техници у којој читалац (особа која спроводи хладно читање), може да добије велику количину информација анализирајући субјекта, његов говор тела, старост, пол, одећу, сексуалну оријентисаност, религију, ниво образовања, етничку припадност. Заснива се на коришћењу нејасних изјава, нагађању највероватнијих случајева и брзом закључивању на основу информација стечених вербалном и невербалном комуникацијом.

## Процедура хладног читања
- Одабир субјекта - потребно је изабрати особу која је подложна сугестијама, жели да сарађује и која није скептична.

- Успостављање везе - читалац обично покушава да изазове сарадњу са субјектом говорећи нешто попут: "Често видим слике које су помало нејасне и које могу да значе много више Вама, него мени. Желим да ми помогнете да заједно откријемо нове ствари о Вама". На овај начин, читалац припрема субјекта за даљи ток разговора у ком ће он желети да реинтерпретира нејасне изјаве помоћу којих ће читалац моћи да врши одређена предвиђања. Успешним коришћењем ове технике се ствара блискост, повезаност и поверење на основу којих се субјекат отвара и прича више о себи.

- Разговор - након што је утврђено да је субјекат кооперативан, читалац ће се служити неким од, доле наведених, техника. Тада ће субјекат открити додатне инфомарије својим одговорима на основу којих ће читалац моћи да настави са поступком. На основу реакција субјекта, суптилних знакова (израз лица, говор тела), могуће је утврдити да ли је одређени ток испитивања ефективан. Уколико се испостави да није, потребно је брзо напустити непродуктивне информације.

Комбиновањем различитих техника, може се оставити утисак да читалац зна или да има приступ великом броју информација о одређеној теми, као и да зна много више о субјекту него што би знала било која друга непозната особа.

## Специфичне технике

### Дугине смицалице
Дугине смицалице је тврдња која субјекту истовремено награђује одређену особину личности, као и супротност тој особини. Са таквом фразом, извођач може "покрити све могућности" и чини се да је направио прецизну дедукцију у уму субјекта, упркос чињеници да је изјава о дугиној лукавости нејасна и контрадикторна. Ова техника се користи зато што особине личности нису квантитативне, а такође и зато што су скоро сви искусили обе стране одређене емоције у неком тренутку свог живота.
Изјаве овог типа укључују:
- „Већину времена сте позитивни и весели, али било је времена у прошлости када сте били јако узнемирени.”

- „Ви сте веома љубазна и пажљива особа, али када неко учини нешто да разбије ваше поверење, осећате дубоко укорењени бес.”

- „Рекао бих да сте углавном срамежљиви и тихи, али када сте добро расположени, лако се можете наћи у центару пажње.”

Хладни читалац може да бира из низа особина, размишља о њиховој супротности, а затим их веже заједно у фразу, нејасно повезану факторима као што су расположење, време или потенцијал.

### Фореров (Барнумов) ефекат
Фореров ефекат се ослања на жељу људи да попуне детаље и направе везу између оног што је речено и неког аспекта њиховог живота, претражујући целокупну животну историју како би пронашли неку везу. Феномен се заснива на склоности људи да се идентификују са неким уопштеним тврдњама које као такве могу бити тачне за велики број људи. Постојање овог феномена доказује експеримент који је спровео психолог Бертрам Форер.
Примери уопштених тврдњи:
- „Осећам да сте понекад несигурни, посебно са људима које не познајете добро.”
- „Имате кутију старих несортираних фотографија у вашој кући.”
- „Имате проблеме са пријатељем или рођаком.”

Барнумове изјаве, назване по П.Т. Барнуму, америчкој телевизијској личности, су изјаве које изгледају лично, али се односе на многе људе. Осмишљене су тако да наводе људе на одговоре. Након тога, изјаве се могу развити у дуже параграфе и дају утисак о поседовању велике количине информација и детаља о особи. Талентовани читаоци понекад могу чак и да наведу субјекта да призна везу, захтевајући изнова и изнова да признају одређену изјаву уз аргумент да не размишљају довољно или да потискују неке важне успомене.

### Пуцање
„Пуцање” је уобичајена техника хладног читања. Ова техника је названа по начину на који сачмара испаљује низ малих пројектила у нади да ће један или више њих погодити мету.
Хладни читалац полако нуди огромну количину веома општих информација, често читавој публици (од којих је врло вероватно да ће бити тачне, близу тачне или барем подсећају на тачне за неког присутног), посматра реакције субјеката (посебно њихов говор тела), а затим сужава опсег, признање одређених људи и прерада изворних изјава у складу с тим реакцијама да би се промовисао емоционални одговор. Већина људи у просторији ће, у неком тренутку, на пример, изгубити старијег рођака или познати бар једну особу са заједничким именом као што је „Драган” или „Јован”.
„Пуцање” може укључивати низ нејасних изјава као што су:
„Видим проблем са срцем код очинске фигуре у вашој породици.” Велики број медицинских проблема имају бол у грудима као симптом, а срчане болести су водећи узрок смрти широм света. „Очинска фигура” може се односити на нечијег оца, деду, ујака, рођака, или било ког рођака који је такође родитељ.
„Видим жену са црнилом у грудима, раком плућа, срчаним болестима, раком дојке…” Већина људи ће знати жену којој је дијагностикован један од ових проблема, који су међу водећим узроцима болести и смрти.
„Осећам старију мушку фигуру у вашем животу, која жели да знате да док сте можда имали несугласице у вашем животу, он вас је и даље волео.” Готово сви људи ће имати такву особу у свом животу, а готово сви ће имати неслагање.

### Рекапитулација (понављање)
Коришћење информација које су раније потврђене током „читања” и касније се поново уносе у разговор. Када је већ започет разговор са том темом и направљено неколико погодака користећи Барнумове изјаве, слуша се изјава субјекта. Ако спомињу нешто конкретно или нешто што се може закључити из онога што кажу, не признаје се, већ се сачува за касније и тада искористи како би субјекти били шокирани како читалац мозе да зна неке личне ствари.

### Преокретање промашаја у погодак
Постоје две стратегије у хладном читању које се користе када онај који врши читање промаши: прва је промена значења, а друга је игра оптуживања. Ако, на пример, онај који чита пита да ли име Јелена значи било шта и добије одричан одговор, али Јелица значи. Читалац онда само прелази преко тога и каже „да” и то рачуна као погодак.

## Контрастне тврдње извођача
Менталистичка заједница мађионичара одобрава „читање” све док је представљено стриктно као уметничка забава и не претвара се да је психичка.
Неки извођачи који користе хладно читање су искрени о својој употреби технике. Лин Кели, Кари Колеман, Ијан Роланд и Дерен Браун су користили ове технике на приватним састанцима за прорицање судбине или на отвореном форуму "разговора са мртвима" на начин оних који тврде да су прави медијум. Тек након што су примили похвале и аплаузе од своје публике, они откривају да им није била потребна психичка моћ за изведбу, само добро познавање психологије и хладног читања.
У епизоди серијала Трик ума који је емитован у марту 2006. године, Дерен Браун је показао како се лако може утицати на људе кроз хладне технике читања понављајући славну демонстрацију Фореровог ефекта.

## Заборављање учесника
У детаљном прегледу четири „читања” које је обавио Тилер Хенри, Едвард и Сузан Гербиц прегледали су све изјаве које је он дао на ТВ емисији Холливуд Медиум ( енгл. Hollywood Medium). По њиховом мишљењу, ниједна изјава коју је дао Хенри није била тачна, али свака особа је сматрала да је њихово читање било веома успешно. У интервјуима који су обављени са сваком особом касније, све четири тврдиле су да су изјаве које је дао Хенри тачне, али након прегледа емисије показало да нису. Свака особа је погрешно запамтила прецизну изјаву. Један од многих примера овога је био када је Хенри, током „читања” са славним Роузом Метјузом, изјавио: „Бамби, зашто се повезујем са Бамбијем”? Матјуз је изјавио да његов отац који је био ловац не би пуцао на јелене због филма Бамби. У пост интервјуу, Метјуз је изјавио да је „било чудно да је Хенри знао да мој отац неће пуцати у јелене због Бамбија”, показујући да је Матјуз погрешно запамтио оно што је Хенри рекао.
Гербиц је указао на шири проблем људског мозга који покушава да успостави везе, које онда чине да изгледа као да је видовњак управу. Она то наводи међу бројним техникама или ситуацијама које видовњаци користе. 

## Подсвесно хладно читање
Бивша практичарка New Age-а Карла Макларен говорила је о развоју система хладног читања, а да није схватила, говорећи у интервјуу из 2004. године рекла "нисам разумела да сам дуго користила облик хладног читања у свом послу! Никад нисам вежбала хладно читање и нисам намеравала да преварим никога; једноставно сам покупила технике кроз културну осмозу. " Макларен је рекла да би, пошто је увек била веома перцептивна, лако могла да схвати многа питања са којима су људи долазили на сесије. Да би се смањила појава неуобичајене експертизе која је могла створити снажни диферанцијал, она је своја запажања постављала као питања, а не као чињенице. Овим покушајем да буде љубазана заправо је позвала другу особу да се „ослони на читање” и да јој да више релевантних информација. 
Након што су неки људи извели стотине читања, њихове вештине се могу побољшати до те мере да могу почети веровати да могу читати мисли. Могу се запитати да ли је њихов успех резултат психологије, интуиције или видовњачке способности. Ову мисао неки скептици паранормалног знају као „трансцендентално искушење”. Историчар магије и окултни истражитељ Милборн Кристофер упозорио је да трансцендентални избор може некога незнанца довести у веровање у окултно и погоршање разума.

## Топло читање
Топло читање је алат који се користе професионални уметници психичких превара. Док је вруће читање употреба предзнања и хладно читање ради на основу реакција и одговора испитаника, топло читање се односи на разумну употребу изјава Фореровог ефекта.
Када се ови психолошки трикови правилно употребљавају, изјаве дају утисак да је уметник психичке преваре, интуитивно перцептиван и психички обдарен. У стварности, изјаве се уклапају у скоро цело човечанство, без обзира на пол, особна мишљења, доб, епоху, културу или националност.
Мајкл Шермер (енгл. Michael Shermer) даје пример накита који носе они у жалости. Већина људи у овој ситуацији ће носити накит везан за особу коју су изгубили, али ако буде питана директно у контексту психичког читања да ли имају такву ставку, субјекат може бити шокиран и претпоставити да је читалац информацију добио директно од преминуле особе. Роберт Тод Керол (енгл. Robert Todd Carroll) у Скептичком речнику (енгл. The Skeptic's Dictionary) наводи да би неки то сматрали хладним читањем.